# (10302) 1989 ML
(10302) 1989 MLは、アモール群に属する地球近傍小惑星の一つである。1989年6月29日にエレノア・ヘリンとジェフ・T・アルーがパロマー天文台にて発見した。
日本の工学実験探査機、はやぶさ (MUSES-C) による小惑星探査実験の対象天体として挙げられたことがあったが、この天体へ向うのに適切な時期に打上げができなくなったため、探査は見送られた。